# Lambunao
Lambunao es un municipio filipino de primera clase, perteneciente a la provincia de Iloílo, en las Bisayas Occidentales.

## Historia
El pueblo se fundó en 1752. Hacia mediados del siglo XIX, el lugar tenía contabilizada una población de 8667 habitantes, repartidos en 1231 casas. Aparece descrito en el segundo volumen del Diccionario geográfico, estadístico, histórico de las Islas Filipinas (1851) de Manuel Buzeta Núñez y Felipe Bravo con las siguientes palabras:

LAMBUNAO: pueblo con cura y gobernadorcillo, en la isla de Panay, prov. de Iloilo, dióc. de Cebú; sit. en los 126° 18' 54" long., 11° 8' lat., junto á un r., en un llano que se forma al pie de la cord. que deslinda las prov. de Iloilo y Antique; su clima es algun tanto destemplado por su mucha humedad y los rocíos, de lo cual suelen resentirse las naturalezas que no están acostumbradas á ello. Fue fundado en el año 1752 y tiene como unas 1,231 casas entre las que se distinguen la parroquial y el tribunal en cuyo edificio está la cárcel. La igl. parr. está dedicada á San Nicolás de Tolentino y pertenece á la administracion de los RR. PP. Agustinos calzados. Hay escuela de instruccion primaria con un maestro dotado de los fondos de comunidad. Las aguas del r. son potables y de ellas se toman por el pueblo para beber y los usos domésticos. Los caminos son regulares y se recibe el correo de Iloilo, cabecera de la prov., en dias indeterminados. El term. confina por N. con el de Calinog, cuyo pueblo dista 1 leg.; por E. con el de Laglag que se halla á 1 ½ leg., y al O. tiene la prov. de Antique á la vuelta de la cord. mencionada, en la cual hay espesos bosques donde se hallan diferentes clases de robustos árboles, cañas y enredaderas, caza mayor y menor, y numerosas abejas. Los naturales cultivan especialmente el arroz, el maiz y el tabaco, y se fabrican varias telas que son la principal ocupacion de las mugeres. pobl. 8,667 alm., en 1845 pagaba 1,471 trib., que se importaban 14,710 rs. plata, ó sean 36,780 rs. vn.
(Buzeta y Bravo, 1851, pp. 146-147)

En 2020, tenía censados 81 236 habitantes.